# Sweep (Kampfsport)

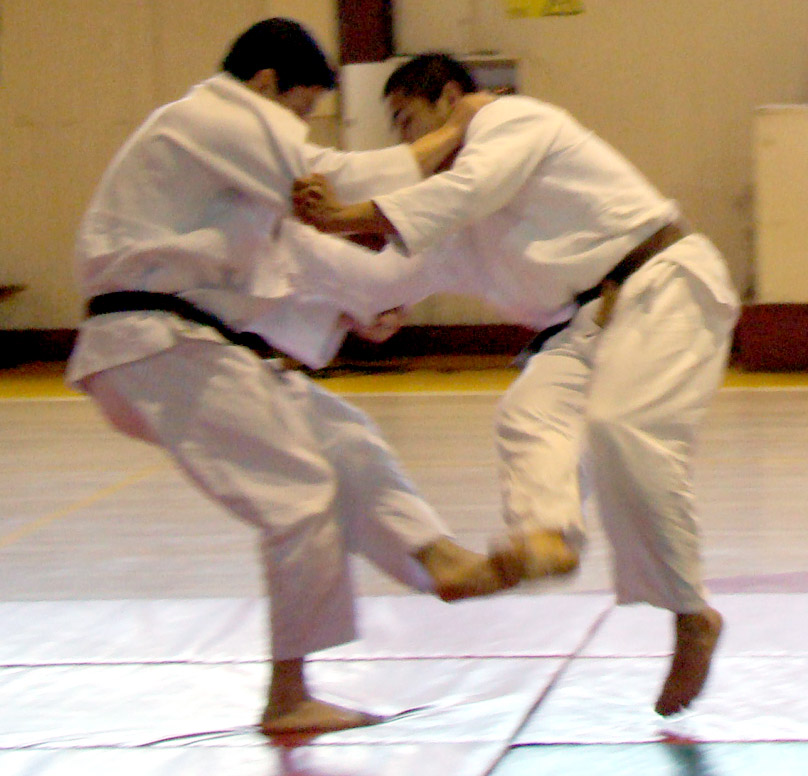
Ein Sweep im Stand mit dem Fuß

Ein Sweep bezeichnet im Kampfsport einen Positionswechsel, der dadurch zustande kommt, dass der Gegner ausgehebelt wird. Gleichwohl ist er nicht mit einer Transition zu verwechseln, bei welcher die eigene Position geändert wird, der Gegner jedoch in seiner Ausgangslage verbleibt, und einem Takedown, welcher ein „zu Boden Bringen“ aus dem Stand bezeichnet.
Generell gibt es zwei Kategorien von Sweeps: Im Stand und am Boden.

## Im Stand
Ein Takedown kann durch einen Sweep erfolgen, muss jedoch nicht zwingend, so dass nicht generell Takedowns als Sweeps bezeichnet werden können, Sweeps aus dem Stand jedoch als Takedowns.
Generelles Merkmal aller Sweeps ist, dass sie mit wenig Kraftaufwand erfolgen können, indem sie die physikalische Hebelwirkung nutzen. Dazu setzen sie in aller Regel an den Beinen an. Andere Möglichkeiten, einen Takedown auszuführen, wären beispielsweise durch Schulterwurf (z. B. beim Judo) oder indem der Gegner zu Boden gezwungen wird, etwa unter Einsatz des eigenen Körpergewichts (z. B. Clinch).
Die physikalische Kraft des Sweeps kann zum einen senkrecht zum Bein des Gegners, so dass das Bein angehoben und damit die Reibung des Gegners zum Boden verringert wird. Ein Beispiel hierfür ist der Double Leg Takedown, bei welchem die Schulter in die Hüfte des Gegners gedrückt wird, um ihn anzuheben und gleichzeitig die Beine blockiert werden.
Die andere Variante ist, die Kraft waagerecht einzusetzen, um die Stabilität zu stören, etwa durch den Ankle Pick, bei welchem die Fußgelenke des Gegners blockiert werden und der Gegner durch waagerechtes Schieben zu Fall gebracht wird. Dieses Prinzip findet sich auch im Beinfeger, welcher beispielsweise beim Kickboxen oder beim Kung Fu zum Einsatz kommt, wieder.
In Japan ist der Beinfeger als ashi-barai bekannt.

### Illustration Kickboxen

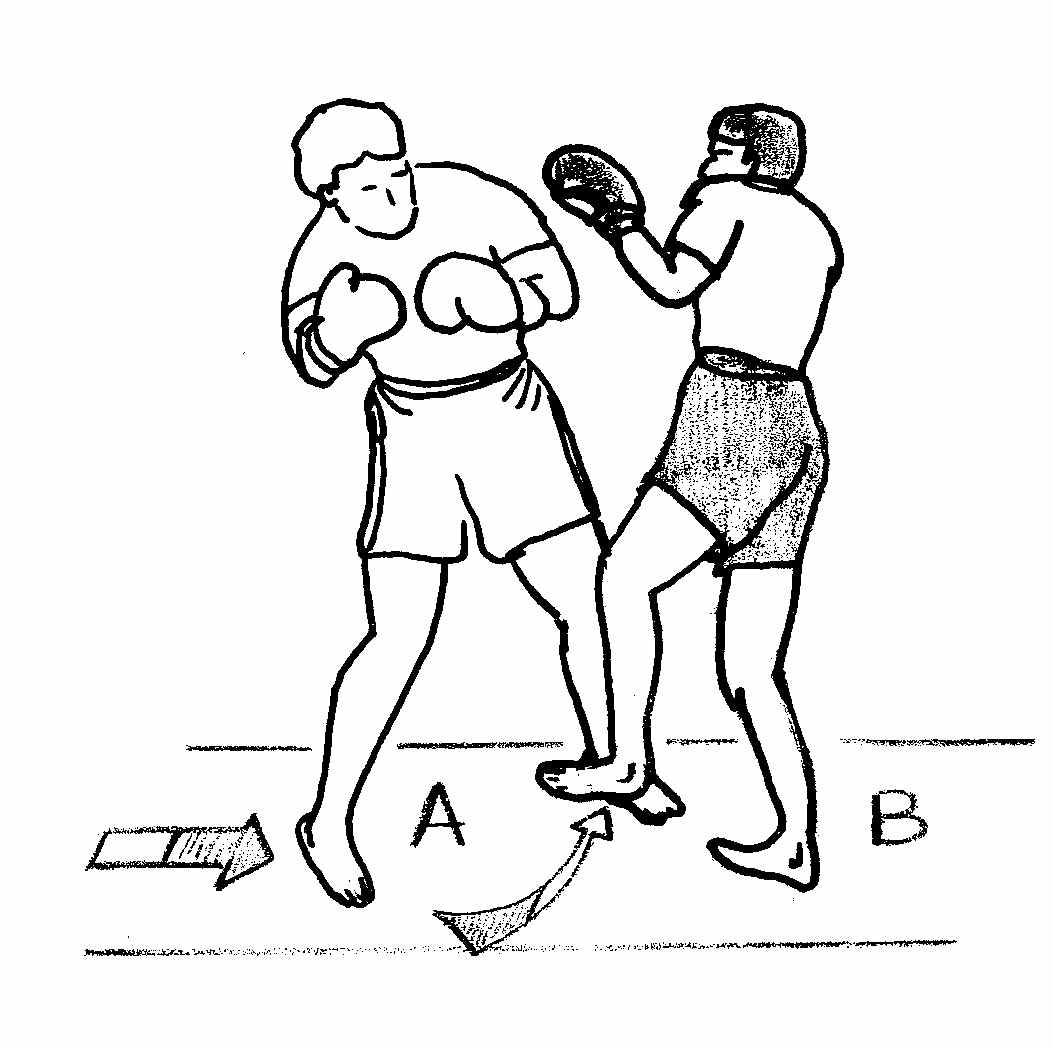
'Spoon-type' Sweep
Benutzung eines hook kick
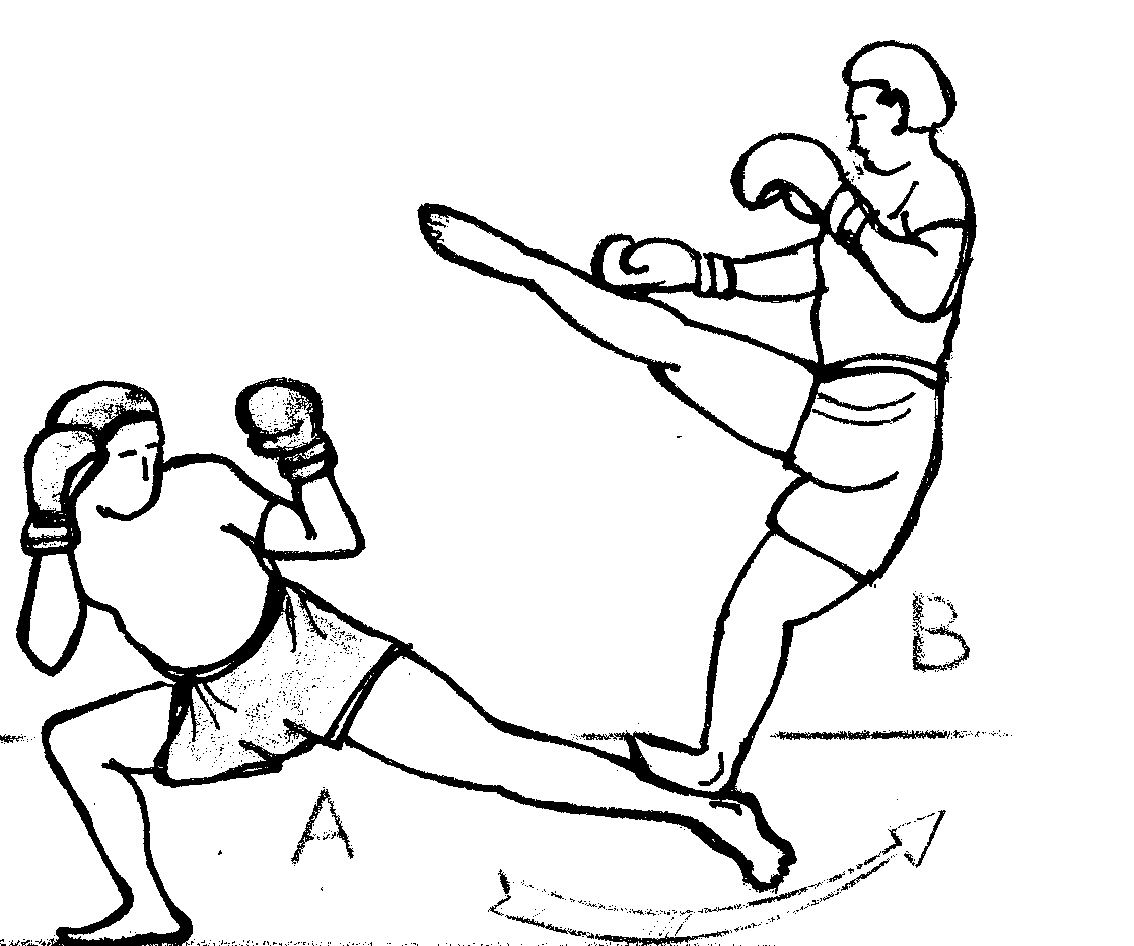
Benutzung eines spinning kick

## Am Boden
Am Boden ist ein Sweep, wie oben erwähnt, eine Technik, die genutzt wird, um aus einer neutralen oder negativen Position in eine bessere zu gelangen.
Beispiele:
- Aus der Guard zur Mount
- Als "Escape" aus der Mount, indem die Arme und Füße des der oben aufsitzenden Gegners blockiert werden und der Gegner gedreht wird; danach befindet sich der Kämpfer zwar noch in der Guard; dies ist jedoch bereits eine bessere Position, als aus der Mount am Boden kontrolliert zu werden.
- Aus der Side Control zur Befreiung.

## Push sweep
Ein Push sweep ist eine der Techniken, welche im Buch Brazilian Jiu-Jitsu, Theory and Technique von Renzo Gracie und Royler Gracie beschrieben werden. Er wird auch in der Judo-Videodokumentation The Essence of Judo von Großmeister Mifune Kyūzō vorgestellt und er ist eine namenlose Technik im Standardwerk The Canon Of Judo.
Das Hauptmerkmal des Push Sweeps ist, dass die Ausführenden den Gegner nicht seitlich oder über die Schulter rollen, sondern, während sie sich am Boden befinden, zwischen die Beine des stehenden Gegners rutschen und ihm das Knie blockieren. Der Push Sweep wird oft als Folgetechnik zu einer Open Guard genutzt.

## Abgrenzung zur Transition

Schematische Darstellung einer Transition im Grappling

Ein Sweep darf nicht mit einer Transition verwechselt werden.
Eine Transition ist ein Übergang von einer Position zur anderen. Dabei wird im Gegensatz zum Sweep nicht der Gegner bewegt, sondern man bewegt sich selbst von einer Position in eine andere. Dies kann beispielsweise von der Mount zur Back erfolgen oder aus einem Armbar zu einem Triangle.
Beim Grappling spielt dies eine zentrale Rolle, da das "Einfrieren" (Stalling) einerseits Kraft und im Turnierkampf oftmals auch Punkte kostet.
Zum anderen ist es im Gegensatz zu "schlagenden" Kampfsportarten, wo oftmals eine Ausweichdistanz angestrebt wird, beim Grappling das Ziel die Nähe des Gegners zu suchen und "connected", also verbunden zu bleiben. Nur in Ausnahmefällen reißt man sich hier vom Gegner los und beginnt von neuem.
Wenn nun kein Sweep erzielt werden kann, etwa, weil der Gegner seine Balance zu gut verteidigt, ist oftmals, um eine günstigere Position einzunehmen,  eine Transition die bessere Wahl.
Gute Grappler können sich so geschickt und schnell bewegen, dass der Gegner verwirrt wird und so in seiner Verteidigung nicht mehr mit dem Tempo mithalten kann.
Im Judo wird der Begriff auch für einen eleganten Übergang zwischen Stand- und Bodenkampf verwendet.